# Програма Л1
Програма Л1 — радянська програма створення орбітального комплексу для пілотованого обльоту Місяця, який виводиться триступеневою ракетою УР-500К, у складі розгінного блоку Д, запозиченого з комплексу Н1-Л3, і полегшеного корабля 7К без побутового відсіку.
Реалізовувалася програма в 1964−1969 роках. В повній мірі реалізована не була й через неперспективність була згорнута.

## Історичні передумови програми Л1
Успішний прорив у космос у період з 1957 по 1962 р. створив необхідні психологічні та технічні передумови для всебічного розвитку завойованих позицій і виходу на якісно нові рубежі.
Під час успішного вирішення завдань, пов'язаних зі створенням і польотом кораблів типу «Восход», з 1962 року у відділах 3 (Я. П. Коляков), 9 (М. К. Тихонравов), 11 (В. Ф. Рощин), 27 (Б. В. Раушенбах) були початі проектні опрацювання за варіантами місячних програм.
Всі роботи проводилися на базі наявних у різних стадіях заділів:
- важкої ракети Н1, включаючи розгінні ракетні блоки;
- ракети-носія Р-7 і її модифікацій;
- спускного апарата нової розробки типу «фара»;
- наявних спускних апаратів, кораблів «Восток», «Восход» та їх систем;
- науково-технічних проробок для корабля 7К, блоків 9К, 11К (в цілому тема «Союз») і розроблюваних для них систем.

Зокрема, поряд з реалізацією програми місячної експедиції розглядалися і варіанти програм з обльоту Місяця з екіпажем на борту.
Опрацювання велися за схемами:
- Два пуски ракети Р-7 (один з пілотованим кораблем 7К, другий — з водневим розгінним блоком) з подальшою стикуванням на орбіті ШСЗ і стартом до Місяця з другою космічною швидкістю.
- Два пуски ракети Р-7 (один — з прототипом корабля «Восток» і баком пального, другий — з баком кисню і двигуном типу двигуна блоку Л).

Паралельні опрацювання за місячними програмами велися і в активно розвивалися ДКБ-52, де на базі нової ракети УР-500 закладалася однопускова схема польоту з використанням розроблюваного там же дорозгонного ракетного блоку (блок А) і корабля-капсули ЛК−1. Одночасно ДКБ-52 виступило з ініціативою розробки важкої ракети УР-700 для реалізації місячної експедиції. У свою чергу, в 1960 році ОКБ-1 в рамках ескізного проекту двоступеневої ракети з ядерним двигуном на II ступені (ЯХР-2) був розроблений проект триступінчатої хімічної ракети (ХР-3) з масою корисного вантажу до 30 т з шістьма бічними блоками на I ступені за схемою ракети Р-7.
Перед С. П. Корольовим постала серйозна проблема — якому проекту віддати перевагу. Після ретельного аналізу обстановки було прийнято рішення зосередити зусилля ОКБ-1 на місячній експедиції.
У 1963 році був розроблений ескізний проект місячного комплексу Н1-Л3. За підсумками його розгляду Державним комітетом оборонної техніки СРСР, Комісією ВРНГ з військово-промислових питань 3 серпня 1964 ЦК КПРС і РМ СРСР було прийнято Постанову «Про роботи з дослідження Місяця і космічного простору», відповідно до якого головними напрямами дослідження космічного простору на найближчі роки були визначені:
- обліт Місяця пілотованим космічним кораблем, який виводиться форсованою ракетою-носієм УР-500, з поверненням і посадкою на Землю (головний виконавець за програмою обльоту Місяця в цілому — ДКБ-52) — 1966 рік — 1 півріччя 1967;
- висадка екіпажу корабля, що виводиться важкою ракетою-носієм Н-1, на поверхню Місяця з його поверненням і посадкою на Землю. Головний виконавець по ракеті-носію Н-1, космічному кораблю і комплексу висадки експедиції в цілому — ОКБ-1) — 1967—1968 роки.

26 серпня 1965 у голови ВПК Л. В. Смирнова відбулася нарада з розгляду питань: «Про стан робіт з дослідження космічного простору, Місяця і планет». За результатами розгляду було відзначено, що робота з реалізації, в першу чергу, місячних програм, а також за системами зв'язку, досліджень Венери і Марса виконується незадовільно, в результаті чого виникає серйозна загроза втрати пріоритету Радянського Союзу в галузі освоєння космосу.
Було наказано вважати центральним завданням 1965—1967 рр.. здійснення підготовки і подальший обліт Місяця пілотованим кораблем. Мінзагмашу було доручено:
- у тижневий термін подати графік виготовлення та відпрацювання ракети УР-500;
- спільно з керівниками ОКБ-1 і ДКБ-52 С. П. Корольовим і В. М. Челомея у двотижневий термін розглянути і вирішити питання про можливість уніфікації розроблюваних пілотованих кораблів для обльоту Місяця і висадки експедиції на її поверхню;
- у місячний термін представити програму ЛКВ ракети УР-500 і пілотованого корабля.

Тим не менш і ВПК, і Мінзагмашем було визнано доцільним продовжити роботи з розгляду використання комплексу «Союз» (7К, 9К, 11К) як другого варіанту для вирішення завдань обльоту Місяця, а також доручено ОКБ-1 і ДКБ-52 пропрацювати всі питання застосування ракети-носія УР-500 в програмі комплексу «Союз».
На виконання наказу Міністерства та виданих доручень протягом вересня-жовтня 1965 була проведена всебічна оцінка стану розробок в ДКБ-52 і ОКБ-1 з реалізації завдання обльоту Місяця з залученням фахівців НДІ-88 (нині ЦНДІМАШ), НТС Міністерства, керівників Міністерства, представників уряду і ЦК КПРС. У ході розгляду виявилося, що ДКБ-52 не в змозі вирішити у встановлені терміни всі питання, пов'язані із створенням та відпрацюванням ракети УР-500, дорозгінного ракетного блоку і корабля для обльоту Місяця. В ОКБ-1, навпаки, стан з розробкою пілотованого корабля типу 7К та розгінного блоку Д для комплексу Н1-Л3 був благополучнішим. Це створювало основу для переорієнтації з ДКБ-52 на ОКБ-1 робіт по кораблю і розгінному блоку Д для обльоту Місяця з вирішенням у тому числі ряду завдань щодо виконання програми місячної експедиції, здійснюваної комплексом Н1-Л3.

### Космічний корабель «Союз-7К-Л1»
Найбільш проробленим був проект КБ Корольова Л1, за яким був виконаний ряд безпілотних випробувальних польотів. Згідно з цим проектом, два космонавти повинні були виконати обліт Місяця в спеціально розробленому тільки для цієї мети кораблі «Союз-7К-Л1» («місячний-перший»). Цей корабель був вельми схожий з призначеним для польотів по навколоземній орбіті кораблем «Союз-7К-ОК» («орбітальний корабель»), відомим широкій публіці просто як «Союз». Головні відмінності корабля «Союз-7К-Л1»" від «Союз-7К-ОК» " — це відсутність орбітального відсіку і посилений теплозахист спускного апарата для входу в атмосферу з другою космічною швидкістю. Для запуску корабля використовувалася РН «Протон».
Цікавою особливістю проекту був спосіб входу в атмосферу при поверненні на Землю. Планувався вхід в атмосферу над південною півкулею Землі, при цьому за рахунок аеродинамічних сил спускний апарат знову піднімався в космос, а його швидкість зменшувалася з другої космічної} до суборбітальної. Повторний вхід в атмосферу проходив уже над територією Радянського Союзу.
Кораблі «Союз-7К-Л1» здійснили п'ять безпілотних випробувальних польотів під назвами «Зонд-4 — Зонд-8». При цьому кораблі «Зонд-5 — Зонд-8» виконали обліт Місяця. Ще чотири кораблі не вдалося вивести в космос внаслідок аварій ракети-носія «Протон» на етапі виведення. (Запускалися також прототипи корабля «Союз 7К-Л1», а також декілька його дослідних модифікацій, не пов'язаних з програмою пілотованого обльоту Місяця.)
У трьох польотах «Зонд» з п'яти мали місце події, які призвели б до загибелі членів екіпажу або отриманню ними каліцтв у тому випадку, якщо б ці польоти були пілотованими. При польотах кораблів «Зонд-4», і «Зонд-5» через відмову системи управління вхід в атмосферу проходив по нерозрахунковій траєкторії з двадцятикратним перевантаженнями, а при польоті «Зонд-6» сталася розгерметизація кабіни.
На кораблі «Зонд-5» знаходилися черепахи. Вони стали першими живими істотами в історії, що повернулися на Землю після обльоту Місяця — за три місяці до польоту «Аполлона-8».
Останній політ корабля «Союз-7К-Л1» (під назвою «Зонд-8») відбувся у жовтні 1970 Після цього програма Л1 була зупинена, тому що безпосадочний обліт радянськими космонавтами Місяця після того, як американці побували на ній вже двічі, не мав сенсу.

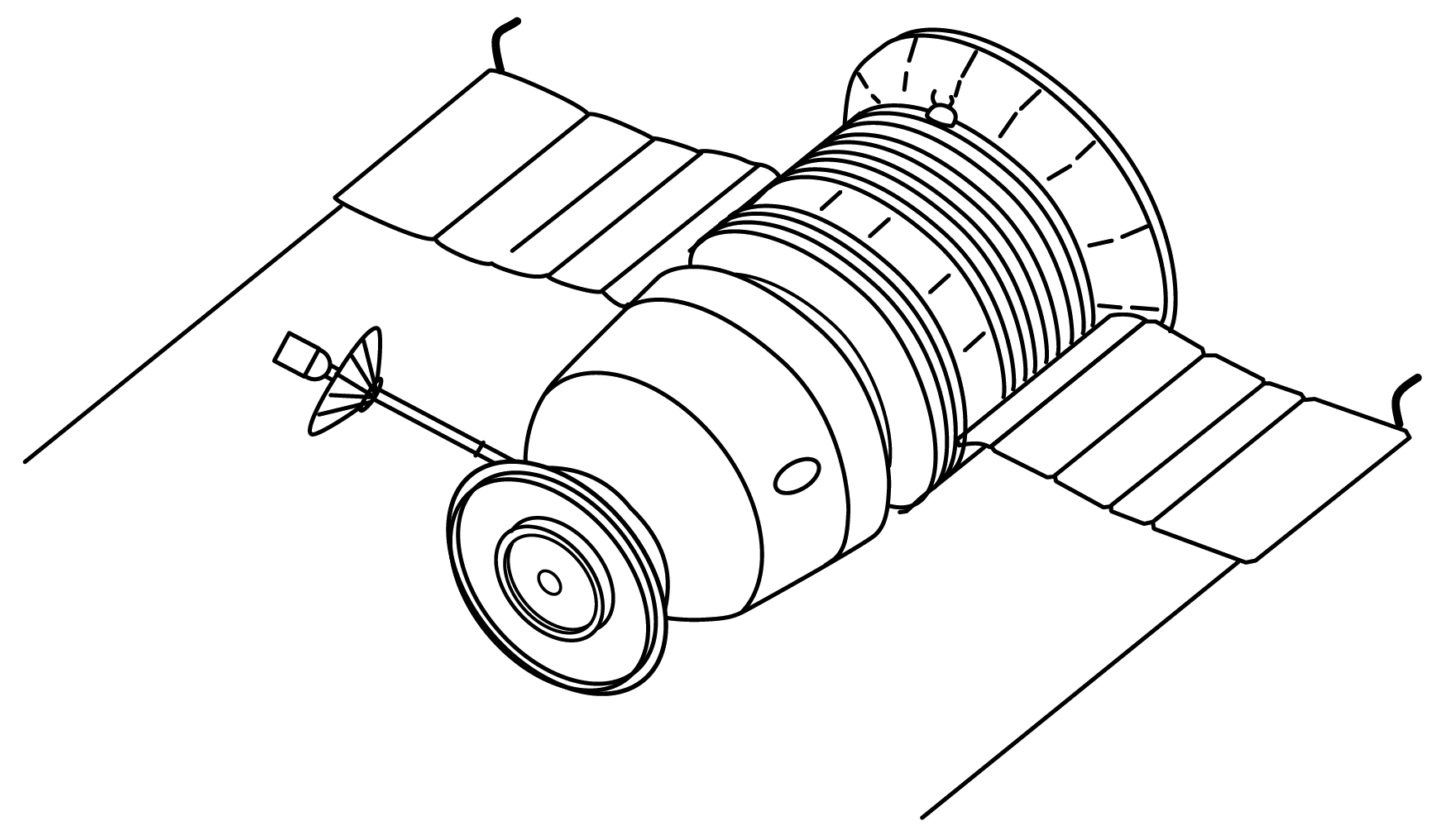
Космічний корабль 7К-Л1

Головні конструктори С. П. Корольов, В. М. Челомей, Н.А, Пілюгін, А. М. Ісаєв, В. П. Бармін розглянули і представили в Мінзагмаш і ВПК пропозиції, які після уточнення були покладені в основу Постанови від 25 жовтня 1965 року «Про зосередженні сил конструкторських організацій промисловості на створенні комплексу ракетно-космічних засобів для обльоту Місяця», на виконання якого з метою забезпечення в 1967 році обльоту Місяця та підготовки умов для подальшої організації висадки експедиції на поверхню Місяця були прийняті рішення, що визначили подальший порядок реалізації програми, в тому числі:
- про залучення ОКБ-1 до вирішення завдань обльоту Місяця пілотованим кораблем з використанням ракети-носія УР-500;
- про зосередження робіт ДКБ-52 на створення носія УР-500 і дорозгінної ракетної ступені, призначених для забезпечення обльоту Місяця, та звільнення ДКБ-52 від виготовлення пілотованого космічного корабля;
- про зосередження робіт ОКБ-1 на створення пілотованого космічного корабля для обльоту Місяця і дорозгінної ступені (на конкурсних засадах) з використанням носія УР-500.

Виходу Постанови від 25 жовтня 1965 передували бурхливі обговорення на засіданнях колегії Мінзагмаша доповідей робочих комісій з оцінки реального стану справ у основних організаціях — майбутніх учасників цієї програми. ДКБ-52, незважаючи на відсутність досвіду пілотованих польотів, відстоювало свій варіант корабля для обльоту Місяця. Проте дерев'яний макет корабля, представлений напередодні ДКБ-52, не зміг витримати конкуренції з півтора десятками спускних апаратів корабля 7К в металі, над якими працювали десятки монтажників в складальному цеху 444 ЗЕМ, що було засвідчено комісією міністра С. А. Афанасьєва за участю заступника генерального конструктора ДКБ-52 А. І. Ейдіса в жовтні 1965 року.
Це остаточно вирішило питання на користь ОКБ-1. У розвиток Постанови був підписаний наказ міністра від 13 листопада 1965 року, відповідно до якого були затверджені кількість і графіки виготовлення пілотованих кораблів, які отримали позначення 7К-Л1 (виріб 11Ф91), розгінних блоків і ракет УР-500 по 6 комплектів у 1966 році і по 9 комплектів в 1967 році, кораблів типу 7К та ракет 11А511 (модифікація Р-7) для відпрацювання ракетно-космічних засобів і реалізації програми обльоту Місяця. Цим же наказом головному конструктору ОКБ-1 С. П. Корольову і генеральному конструктору ДКБ-52 В. М. Челомею було наказано до 25 листопада 1965 завершити опрацьовування варіантів обльоту Місяця пілотованим космічним кораблем 7К-Л1 з розгінними блоками А або Д на базі ракети-носія УР-500 і погодити основні параметри та технічні характеристики за місячним ракетно-космічному комплексу (ракета-носій УР-500, розгінні блоки А або Д, корабель 7К-Л1).
Крім того, було затверджено розподіл робіт по комплексу 7К-Л1 і його системам між ОКБ-1, НДІ АП, НДІ-885:
- ОКБ-1 — головна організація з розробки загальної схеми управління системами корабля; систем орієнтації, зближення, енергоживлення, бортовий кабельної мережі, ручного управління рухом, терморегулювання, бортових комутаторів;
- НДІ АП — головна організація з розробки системи стабілізації об'єкта 7К-Л1 при видачі коригуючих імпульсів, системи управління роботою двигуна корабля 7К-Л1, системи управління спуском, системи стабілізації та управління роботою двигуна доразгонного блоку, загальної схеми і логіки управління доразгонного блоку, бортових комутаторів доразгонного блоку;
- НДІ-885 — головна організація з розробки радіокомплекс з системою траєкторних вимірювань, телеметрії, зв'язку, передачі телевізійного зображення на всіх етапах польоту і електронних програмно-тимчасових пристроїв.

Вже 30 листопада 1965 був випущений аванпроект ракетно-космічного комплексу Л1, а через два тижні — 13 грудня 1965 року — в ОКБ-1 були підписані «Вихідні дані на корабель 7К-Л1». У цей же день С. П. Корольовим і В. М. Челомея були затверджені «Основні положення по ракетно-космічному комплексу УР-500-7К-Л1», відповідно до яких як космічний ракетний блок був визначений блок Д розробки ОКБ-1. Незважаючи на конкуренцію проектів, проектантам і балістики ОКБ-1 і ДКБ-52 в процесі дружною оперативної роботи вдалося знайти оптимальний варіант поєднання блоку Д з ракетою УР-500.
У цьому варіанті третій ступінь ракети не виходив на орбіту, а падав в океан за Японію і остаточний дорозгон до першої космічної швидкості здійснював блок Д при першому запуску. Така схема з дорозгоном дозволила на кілька сотень кілограмів збільшити масу корабля 7К-Л1, що в силу дефіциту маси було дуже до речі.

### Космічний комплекс Л1
- 1. Корабель 7К-Л1
- 2. Розгінний блок Д
- 3. Головной обтікатель
- 4. Перехідный відсік
- 5. ДУ САС
- 6. Носій 8К82К

31 грудня 1965 як проект були затверджені «Вихідні дані по головному блоку Л1 (виріб 11С824)», відповідно до яких передбачалося:

По головному блоку Л1 (11С824):
- використання блоку Д зі складу комплексу Н1-Л3;
- використання корабля «Союз» (7К) без побутового відсіку з доопрацюванням СА під повернення з другою космічною швидкістю. Для кріплення ложементів системи аварійного порятунку і розміщення додаткових блоків живлення над СА встановлювався навісний відсік, названий опорним конусом;
- виключення зі складу корабля 7К двигунів причалювання і орієнтації і передача функцій орієнтації орбітального блоку (блок Д + корабель) на рухові системи забезпечення запуску маршового двигуна блоку Д — СОЗи;
- розробка конічного обтікача головного блоку;
- організація запуску двигуна блоку Д в невагомості (СОЗи, забірний пристрій і пр.);
- введення ділянки дорозгону на опорну орбіту блоком Д з введенням другого запуску блоку для розгону до другої космічної швидкості;
- узгодження спільної циклограм польоту «Протон — головний блок» з урахуванням роботи системи аварійного порятунку і системи безпеки ракети;
- розробка траєкторії обльоту Місяця з поверненням СА з другою космічною швидкістю;
- відпрацювання комплексу Л1 на орбіті штучного супутника Землі в складі кораблів № 2П і 3П, що мають спрощену систему управління, з двома запусками розгінного блоку Д.

По кораблю 7К-Л1 визначалося:
- створення модифікації корабля типу 7К для польотів до Місяця за прямою схемою, коли екіпаж знаходиться в кораблі, починаючи зі старту;
- поетапна реалізація задачі з відпрацюванням:

макетно-технологічного комплексу 1М1 з кораблем № 1П;
конструкції і бортових систем корабля і головного блоку за штатною програмою польоту до Місяця за прямою схемою в автоматичних варіантах без екіпажу з фотографуванням Місяця і Землі (№ 4, 5, 6, 7, а згодом ще й № 8, 9);
- підготовка кораблів № 11-14 в пілотованому виконанні для польоту за прямою схемою з можливістю їх використання у безпілотному варіанті.

У затверджених «Вихідних даних по головному блоку Л1» були визначені й основні характеристики корабля.
Залежно від варіанту проекту маса корабля становила при виведенні на орбіту ШСЗ від 5200 до 5700 кг, а при старті до Місяця від 5000 до 5550 кг, тривалість польоту за програмою у безпілотному варіанті або з екіпажем з двох чоловік передбачалася протягом 8-10 діб. Максимальна довжина корабля по корпусу була 4796 мм, діаметр апарата, що спускається — 2183 мм, сумарний обсяг — 5,5 м 3. Для забезпечення спуску з другою космічною швидкістю було розроблено нове теплозахисне покриття СА.

## Льотна програма Л1
З середини 1966 роботи з реалізації програми обльоту Місяця стають поряд з програмами Н1-Л3 і 7К-ОК найважливішими роботами не лише ОКБ-1, але і всієї космічної галузі, практично постійно розглядаються на колегіях Міністерства. Формуються Державна комісія з льотних випробувань ракетно-космічного комплексу УР-500К-Л1 (Г. О. Тюлін — голова, М. В. Келдиш, В. П. Мішин, В. М. Челомей, М. П. Каманін, І.І. Спиця, В. О. Касатонов, В. А. Анфілатов), склади льотчиків-космонавтів корабля 7К-Л1 (А. А. Леонов, В. І. Артюхін, В. Ф. Биковський, О. Г. Макаров, В. І. Севастьянов, М. Н. Рукавишников).
Одночасно затверджується програма льотних випробувань, яка передбачає такі операції:

Схема польоту корабля 7К-Л1

- 1 виведення корабля у складі комплексу 11С824 на проміжну орбіту 220/190 км з нахилом 51,5° з використанням першого включення блоку Д;
- 2 політ по проміжній орбіті протягом одного витка (або однієї доби), перевірку бортових систем корабля і блоку Д, контроль герметичності та спрацювання механізмів, орієнтацію комплексу у вихідне положення для старту до Місяця;
- 3 старт з проміжною орбіти з допомогою блоку Д, розгін до швидкості, що забезпечує політ по траєкторії Земля — Місяць — Земля, відділення корабля від блоку Д, одноосьовий орієнтацію корабля на Сонці і закрутку зі швидкістю 1°/С для забезпечення максимальної освітленості сонячних батарей;
- 4 політ протягом 7 діб по траєкторії обльоту Місяця (або без обльоту у варіанті «Зонд-4»), проведення сеансів радіозв'язку із Землею, прийом телеметрії, вимірювання параметрів траєкторії, фотографування Землі і Місяця, передачу телевізійного зображення Землі, виконання наукових досліджень;
- 5 обліт Місяця на відстані 1000-12000 км;
- 6 проведення 3-4 корекцій траєкторії, перша на відстані 250 тис. км від Землі при підльоті до Місяця,
- 7 друга і третя — на відстанях, відповідно, 320 тис. км і 150 тис. км від Землі при поверненні від Місяця з попередньою закладкою уставок, обчислених на підставі траєкторних вимірювань;
- орієнтація корабля і включенням КДУ.
- 8 відокремлення спускного апарата
- 9 Політ СА в атмосфері і приземлення

Перед входом в атмосферу Землі виробляється орієнтація корабля, необхідна для роботи системи управління спуском, відділення гостронаправленої антени і приладно-агрегатного відсіку від спускового апарата, керований спуск СА з м'якою посадкою на території Казахстану. Характерною особливістю траєкторії керованого спуску була наявність двох атмосферних ділянок та проміжного позаатмосферної ділянки, що забезпечує необхідну дальність польоту. Дальність польоту могла варіюватися від шести до дев'яти з половиною тисяч кілометрів, в залежності від відмінювання (кут між площиною горизонту і кораблем) у момент обльоту, значення якого за умовами радіовидимості могло становити 10-28 °. При виникненні відмов, що виключають керований спуск, СА здійснював балістичний спуск з приводнення в Індійський океан.
Реалізація програми ЛКВ комплексу УР-500К-Л1 крім значного обсягу експериментальної відпрацювання кожної зі складових частин (РН УР-500, блок Д, корабель 7К-Л1) передбачала:
- етап наземної макетної-технологічної відпрацювання комплексу;
- відпрацювання схеми запуску та роботи блоку Д з спрощеними кораблями Л1 № 2П, 3П (кінець 1966 — початок 1967 р.);
- штатний виконання програми з екіпажем на борту корабля (№ 11-14).

Для робіт з реалізації програми зі спрощеними кораблями № 2П, 3П восени 1966 року була створена комплексна бригада на чолі із заступником головного конструктора Б. А. Дорофєєва, за участю фахівців відділів-розробників і створеного випробувального відділу (Н. А. Петросян, В. І. Гаврилов, Б. В. Фалєєв, Т. М. Леженін та ін.) Провідним конструктором корабля 7К-Л1 у період з 1965 року по початок 1967 року був Б. В. Рубльов.
Враховуючи завантаження традиційно-космічних підрозділів заводу (цех 444 і КІС-444) роботами по всіх космічним розробками (Е6, МВ, «Молнія», «Союз»), роботи зі складання блоку Д і корабля 7К-Л1 були доручені «ракетному» складальному цеху 439 (В. М. Іванов), а випробування — КІС-439 (Д. М. Шилов, А. Г. Зігангіров). Для забезпечення випробувань було серйозно модернізовано випробувальне обладнання та введена в експлуатацію принципово нова розробка — центральна випробувальна станція 11Н6110, створена в співдружності ОКБ-1 (П. М. Купріянчік, А. М. Термосесов, А. В. Максимов, В. І. Антонов і ін) і Азовського оптико-механічного заводу (Н. Г. Васильєв).
У грудні 1966 року, після завершення заводських випробувань, на полігон Байконур був відправлений перший корабель 7К-Л1 № 2П і блок Д. Керівництво бригадою заводу було покладено на заступника головного інженера заводу Д. М. Шилова та начальника бригади від цеху 439 М. І. Ломакіна. До того часу на полігоні практично були завершені роботи з підготовки технічної позиції на майданчику 31 і стартовій позиції на майданчику 81. Для відпрацювання технічного та стартового комплексів було проведено конструкторсько-технологічне макетування з комплексом 11С824 № 1М.
Паралельно на заводі були розпочаті випробування корабля № 3П і складання першого штатного корабля 7К-Л1 № 4. Характерними ознаками цього періоду на підприємстві, які проявилися саме на Л1, де кожна дата запуску була жорстко прив'язана за астрономічними параметрами, були:
- найвищі темпи і напруга робіт: і збірка, і заводські випробування, і підготовка на полігоні Байконур велися цілодобово;
- ентузіазм і особиста ініціатива практично всіх фахівців, які працюють за програмою. Середній вік учасників становив 30-35 років, кожен був на рахунку і вирішував питання в найкоротший час, працюючи надурочно майже щодня.

### Виконання програми
З початку 1966 велася робота з реалізації програми створення корабля 7К-Л1 і головного блоку 11С824.
Наприкінці 1965 — на початку 1966 року були остаточно сформовані групи фахівців з випуску конструкторської документації на головний блок 11С824 та корабель.
27 квітня 1966 Військово-промислова комісія на виконання раніше прийнятих Постанов про стан робіт з виготовлення і відпрацювання пілотованих кораблів 7К-Д1 приймає рішення, відповідно до якого передбачається:
- розробка і виготовлення 14 кораблів (5 шт. В 1966 р., 9 шт. В 1967 р.);
- виготовлення п'яти пілотованих кораблів 7К для «подсадочного» варіанту (3 шт. В 1966 р., 2 шт. В 1967 р.);
- завершення наземного відпрацювання і початок льотних випробувань кораблів 7К-Л1 в IV кв. 1966 р. — I кв. 1967;
- відпрацювання штатної схеми польоту трасою Земля — Місяць — Земля з безпілотним кораблем 7К-Л1 (№ 4-9);

Цим же рішенням затверджено остаточні плани-графіки робіт з розробки та виготовлення кораблів 7К-Л1, "7К-ОК, комплектуючих систем, а також виготовлення доразгонной щаблі носія УР-500 — блоку Д, сформована кооперація наукових, промислових та військових організацій щодо забезпечення програми обльоту Місяця пілотованим кораблем у складі ОКБ-1 (головна організація) і десятків підприємств Мінзагмаша, Мінавіапрому, Міноборонпрому, Мінрадіопрому, Мінелектронпрому, Мінелектротехпрому, Мінприладобудування, Мінвузу, МОЗ, Міноборони СРСР, Мінхіммаша та ін

## Випробування системи

### Льотна програма

Ракета-носій «Протон» з комплексом Л1 на старті (стартова маса 690 т)

План-графік польотів кораблів 7К-Л1 (від початку 1967):
| Політ | Місія                                                | Дата                |
| ----- | ---------------------------------------------------- | ------------------- |
| 2П    | безпілотний обліт Місяця по високо еліптичній орбіті | лютий-березень 1967 |
| 3П    | безпілотний обліт Місяця по високо еліптичній орбіті | березень 1967       |
| 4Л    | безпілотний обліт Місяця                             | травень 1967        |
| 5Л    | безпілотний обліт Місяця                             | червень 1967        |
| 6Л    | перший у світі пілотований обліт Місяця              | червень-липень 1967 |
| 7Л    | безпілотний або пілотований обліт Місяця             | серпень 1967        |
| 8Л    | безпілотний або пілотований обліт Місяця             | серпень 1967        |
| 9Л    | безпілотний або пілотований обліт Місяця             | вересень 1967       |
| 10Л   | безпілотний або пілотований обліт Місяця             | вересень 1967       |
| 11Л   | безпілотний або пілотований обліт Місяця             | жовтень 1967        |
| 12Л   | пілотований обліт Місяця                             | жовтень 1967        |
| 13Л   | резерв                                               |                     |

Всього за період 1967—1970 рр.. було підготовлено до запуску 12 комплексів 8К82К-Л1, в тому числі:
- в 1967 році — 4 запуски,
- в 1968 році — 5 запусків,
- в 1969 році — 2 запуски,
- в 1970 році — 1 запуск.

Після вдалих запусків № 2П і 3П при пусках кораблів № 4, 5 сталися аварії ракет-носіїв УР-500.
Запуск першого за програмою корабля 7К-Л1 № 2П був здійснений 10 березня 1967 — програма була практично повністю виконана, обидва запуски блоку Д пройшли нормально, бортові системи (крім РДМ-3 і СТР) функціонували нормально. Вимкнення радіомаяка РДМ-3 через схемну помилку (виключення було заведено на наземну технологічну шину М) не відбулося в розрахунковий час, і прилад відпрацював безперервно 42 години без зауважень замість належних за технічними умовами 40 хв. У системі терморегулювання були нерозрахункові падіння тиску в магістралях.
При виконанні робіт з кораблем № 3П (запуск 8 квітня 1967) через помилку в схемі автоматики не був здійснений другий запуск блоку Д. З березня по липень 1967 року в КІС були проведені випробування першого штатного корабля 7К-Л1 № 4.
У травні 1967 року провідним конструктором корабля 7К-Л1 замість Б. В. Рубльова був призначений Ю. П. Семенов. Технічне керівництво з підготовки штатних кораблів з № 4 і головних блоків було покладено на заступника головного конструктора Є. В. Шабарова. Заступниками технічного керівника з підготовки на початковому етапі були Б. Н. Сова та Б. І. Зуйков, а з 1968 року — М. І. Зеленщиков.

### Льотно-конструкторські випробування
Запуск першого штатного корабля 7К-Л1 № 4 (11Ф91 № 4) був здійснений 28 вересня 1967 року. Програма польоту не була виконана через аварії I ступеня ракети-носія УР-500. При цьому запуску вперше при льотних випробуваннях були перевірені системи, що забезпечують порятунок і приземлення екіпажу. Системи аварійного порятунку і приземлення забезпечили посадку СА на Землю. Однак внаслідок нерозрахункового швидкісного напору в момент відділення СА від ракетно-космічного комплексу система управління спуском не змогла застабілізувати СА. Апарат корабля приземлився недалеко від вибухновшої ракети. Група фахівців, яка прибула на місце приземлення СА, виявила досить екзотичну картину. Від горизонту і до горизонту над Землею простягалося зловісне жовто-коричневе хмара з парів азотного тетраоксиду і гептилу. Неподалік від цієї хмари на пагорбі велично стояв приземлившийся спусковий апарат. Аварійна ситуація на першій ступені ракети-носія показала величезні труднощі в пошуку і евакуації СА та екіпажу, а також загострила увагу на проблемі забезпечення безпечної роботи обслуговчого персоналу.
Другий запуск корабля 7К-Л1 № 5 був здійснений 22 листопада 1967. Програма польоту не була виконана через аварію на II ступені ракети-носія. Системи САС і СП знову забезпечили порятунок і приземлення СА. У той же час через нерозрахункові проходження команди від гамма-висотоміра двигуни м'якої посадки спрацювали на висоті 4,5 км. Це зумовило введення в схему автоматики гамма-висотоміра спеціальних фільтрів. Система САС була перевірена на другій ділянці роботи логіки. За результатами роботи САС і СП на 7К-Л1 були проведені доопрацювання корабля «Союз». Взагалі проблема відпрацювання гамма-висотоміра до необхідного рівня надійності залишила помітний слід у хроніці польотів кораблів 7К-ОК і 7К-Л1.
Корабель 7К-Л1 № 6 (отримав у пресі назву автоматичної станції «Зонд-4») був запущений 2 березня 1968 року. Програмою передбачався політ по еліптичній орбіті з максимальним віддаленням від Землі на відстань не менше 300 000 км і поверненням на Землю СА по траєкторії керованого спуску, при цьому всі бортові системи повинні були працювати за програмою, максимально наближеною до штатного обльоту Місяця. Протягом 7 діб бортові системи, в основному, працювали нормально і забезпечили політ по траєкторії і вхід в атмосферу. Спуск корабля через неготовність системи орієнтації здійснювався за балістичної траєкторії, і, у зв'язку з посадкою поза територією СРСР, СА був підірваний системою аварійного підриву об'єкта над Біскайською затокою.
Щодо роботи бортових систем були серйозні зауваження, які вимагали доопрацювання на наступних виробах, а саме:
- 1. Зоряний датчик 100К працював зі збоями через забруднення оптичних поверхонь, тож це призвело до введення спеціальної бленди — кришки, що скидається на активній ділянці виведення. Слід зазначити, що відпрацювання зоряного датчика 100К в процесі льотних випробувань доставили багато клопоту і зажадало додаткових конструктивних доробок: покриття введеної бленди, осідаючи на оптичну поверхню, знову призвело до порушення функціонування, зокрема при польоті «Зонд-5».
- 2. Нерозрахункове розкриття штанги і парасольки гостронаправленої антени.
- 3. Занижені енергетичні характеристики системи ДРС при роботі через ОНА зажадали введення контрольних перевірок потенціалу ДРС через ОНА на заключному етапі підготовки на ТК.

Наступний корабель 7К-Л1 № 7, запуск якого відбувся у квітні 1968 року, не був виведений на ОШСЗ через проходження команди «Аварія системи автономного управління (САУ)» після скидання головного обтікача через замикання на корпус шин живлення перетворювача внаслідок конструкторської помилки відділу 212 (А. Г. Решетін), що виразилося в неправильному кріпленні в СА триступеневої стабілізованої платформи. У результаті в польоті відбулося скидання готовності спецобчислювача САУ. При цьому системи аварійного порятунку і приземлення забезпечили нормальне повернення СА на Землю.
Комплекс з кораблем 7К-Л1 № 8 льотних випробувань не проходив у зв'язку з аварією головного блоку 14 липня 1968 при його підготовці на стартовій позиції, наслідком якої була загибель капітана І. Д. Хрідіна і травма майора В. А. Блохіна. Причиною аварії стала наявність помилкового електричного зв'язку в наземній кабельної мережі системи підтримки надлишкового тиску (помилкова перемичка в заливанні кабелю, не виявлялася при наземній підготовці), через що стався передув і руйнування бака окислювача блоку Д.
Корабель 7К-Л1 з напівзруйнованим головним обтікачем впав на кілька метрів вниз і застряг на майданчиках ферми обслуговування, а бак пального блоку Д з п'ятьма тоннами гасу і двома ракетними двигунами УРМД СОЗ, заправленими пальним і окислювачем, відірвався від ферми і вперся в елементи третього ступеня ракети УР-500, баки якій знаходилися під тиском. У момент руйнування бака окислювача блоку Д на головному блоці знаходилось: 5 т гасу в баку пального блоку Д; 1,5 т пороху в руховій установці САС, понад 1,5 т токсичних компонентів палива в системах УРМД СОЗ і КДУ; 30 кг висококонцентрованого перекису водню в системах СУС та ДО; 4,5 л триетилалюмінія для запалення палива блоку Д, СТР була заправлена пальним теплоносієм (на основі бензину), підключено понад 150 піропатронів, СБ підключені до шин харчування тощо Завдяки щасливому випадку жодна рідинна трубка не була порушена і не стався вибух, який загрожував загибеллю понад 150 людей бойового розрахунку, що знаходився на фермі обслуговування (у цей момент проводилася збірка схеми і підключення комунікацій після підведення ферми обслуговування). Крім того, на борту корабля стояв заряд масою 25 кг системи АПО для ліквідації об'єкта.
Державна аварійна комісія поставила завдання: врятувати старт, і ракету-носій. Для зняття зі старту ракети-носія треба було зняти головний блок, попередньо розрізавши на шматки головний обтікач і СБ, і максимально, по можливості, злити компоненти палива, відстикувати ДУ САС, Піропатрони.
Два тижні йшла самовіддана робота співробітників підприємства, пов'язана з величезним ризиком для життя кожного, хто проводив роботи на фермі обслуговування з демонтажу головного блоку і зливу компонентів палива. Під час розрізання головного обтікача сильним поривом вітру шматок металевої обшивки серйозно травмував майстра В. П. Ламешіна. Самопливом було злито в цистерну 5 т гасу, злитий перекису водню з СУС та ДО, зняті заправлені баки УРМД СОЗ, знятий заправлений блок багаторазового запуску з триетилалюмінієм, частково був злитий теплоносій із системи СТР. Не вдалося злити паливо з системи КДУ.

## Згортання програми
Наприкінці 1968 року американський корабель «Аполлон-8» з екіпажем на борту, виведений до Місяця ракетою «Сатурн V», здійснив обліт Місяця і політичний пріоритет був втрачений. З цієї причини укупі з оцінкою надійності ракети УР-500 і результатів проведених польотів почало формуватися, а в 1969 році остаточно прийнято рішення про недоцільність польоту на кораблі 7К-Л1 в пілотованому варіанті.
10 листопада 1968 було здійснено запуск корабля 7К-Л1 № 12 («Зонд-6»). Програма його польоту була в основному виконана. Успішно виконано обліт Місяця з фотографуванням її поверхні з відстаней 8 000 та 2 600 км, вперше здійснено керований спуск СА на територію Радянського Союзу. Однак на шосту добу польоту зафіксована розгерметизація СА до 380 мм рт. ст., а на ділянці спуску тиск в СА впало до 25 мм рт. ст. В результаті розгерметизації СА виник «коронний розряд», що призвів до видачі гамма-висотоміром помилкової команди (знову гамма-висотомір!) На відстріл Стренга парашутної системи на висоті 5300 м. Спусковий апарат впав на території космодрому Байконур за 16 км від стартового майданчика, з якої корабель стартував тижнем раніше. Подібних випадків «точного повернення» історія вітчизняної і світової космонавтики ні до, ні після цього випадку не знала. У спусковий апарат, що розбився знаходилася цінна для аналізу аварії інформація, записана на автономний реєстратор, і фотоплівка космічних зйомок, але там же стояла система аварійного підриву із зарядом близько 10 кг тротилу, стан якої після удару об землю і руйнування конструкції апарата був невідомим. Мала відбутися дуже небезпечна робота з вилучення заряду.
Корпус СА при падінні був зім'ятий і розірваний, його висота над землею не перевищувала метра. У тому місці СА, де за оцінками картини деформацій передбачалося наявність заряду, крок за кроком, зупиняючись і намічаючи подальші дії, фахівці знімали елементи корпусу і внутрішньої конструкції. Нарешті, дісталися до заряду, провели огляд і з крайньою обережністю демонтували його. Заряд був переданий офіцерам оперативної технічної групи ВПС і підірваний ними в степу.
Огляд спускного апарата показав, що парашут був відділений за командою і що СА повернувся на Землю з невідстріленою гостронаправленою антеною, яка згоріла при вході в атмосферу, не перешкодивши управлінню спуском. Завдяки врятованій фотоплівці вперше були отримані кольорові фотографії Місяця.
У 1969 році було здійснено ще два запуски.
Програма польоту корабля № 11 (старт 8 серпня 1969 — «Зонд-7») була виконана повністю, хоча було зафіксовано нерозкриття гостронаправленої антени через защемлення троса зачековки. У процесі польоту були сфотографовані Земля і Місяць і виконаний керований спуск на територію Радянського Союзу. Треба відзначити, що при підготовці корабля на космодромі для набуття навичок в управлінні як операторів СА працювали космонавти О. А. Леонов і О. Г. Макаров, що готувалися до пілотованого польоту з обльотом Місяця. Це був останній корабель у безпілотному варіанті з манекенами на борту, на якому повинні були бути проведені всі доробки. На стартовому комплексі було введено польотне завдання, запитані бортові пульти, зняті необхідні блокування. Вперше спусковий апарат здійснив керований спуск і м'яку посадку на розрахунковий полігон з високою точністю (недоліт ≈ 50 км).
Корабель 7К-Л1 № 13, що стартував 20 лютого 1969, не був виведений на орбіту Землі через аварію II ступені ракети-носія. Системи САС і СП забезпечили порятунок і приземлення СА без зауважень.
20 жовтня 1970 стартував корабель 7К-Л1 № 14 («Зонд-8»). Програма польоту була повністю виконана, включаючи запланований балістичний спуск в заданий район акваторії Індійського океану. При цьому був відпрацьований варіант повернення СА по «північній» трасі.
У процесі здійснення програми польоту кораблів 7К-Л1 були вперше випробувані й відпрацьовані:
- основні принципи управління на траєкторії Земля — Місяць — Земля;
- елементи автоматизованого комплексу управління та відпрацювання телеметричної інформації, включаючи: оптичні прилади та автоматику системи орієнтації; гіроскопічні прилади, автоматику і Спецобчислювач «Аргон-11С» системи автономного управління; системи керованого і балістичного спуску СА при вході в атмосферу з другою космічною швидкістю;
- система дальнього (до 400 тис. км) радіозв'язку та передачі телеметричної інформації, включаючи контури АФУ з гостронаправлених і всеспрямованої антенами;
- системи «ручної» орієнтації при польоті на безпілотних кораблях за радіокомандами із Землі й ін;
- ракетний блок Д при двократному запуску;
- логіка роботи бортових систем, окремі агрегати і вузли конструкції (система автономного управління, засоби приземлення, тепловий захист СА, елементи конструкції), які стали основою аналогічних засобів для комплексу Н1-Л3;
- засоби керованого спуску з використанням аеродинамічної підйомної сили, що дозволило отримати максимальні значення перевантаження при спуску в межах 4,9-6,6 (при балістичному спуску), а також точність приземлення ≈ 50 км;
- система аварійного порятунку космонавтів корабля 7К-Л1, що виводиться важкою ракетою-носієм на токсичних компонентів палива, була відпрацьована в реальних умовах на всіх ділянках польоту, за винятком старту.

Був проведений комплекс технічних і наукових експериментів, включаючи: визначення потенціалів дальнього радіозв'язку до 400 тис. км при роботі різних типів антен і НКІК, автоматичне фотографування Землі і Місяця на чорно-білу та кольорову плівки, фотометричні вимірювання, вивчення радіаційної обстановки на трасі Земля-Місяць.
Однак такому «розумному» кораблю не судилося літати в пілотованому режимі.
Причини закриття програми
- втрата політичного пріоритету (випереджаючий політ астронавтів США в 1968 році);
- проблеми безпеки (відсутність запасної парашутної системи, засобів порятунку екіпажу при розгерметизації СА;
- токсична паливо на ракеті-носії.

В США на відміну від СРСР, не ставили обльоти Місяця самостійною метою і виконували їх лише як випробувальні польоти в ході підготовки висадки на Місяць, в СРСР існував ряд проектів саме для обльоту Місяця. Проекти передбачали одноразовий проліт над зворотною стороною Місяця, поле тяжіння якої викривляє траєкторію корабля і направляло його назад до Землі. Переходу на навколомісячну орбіту і сходу з неї не планувалося. Це дозволяло різко знизити масу місячного корабля, тому що при такому польоті потрібний лише невеликий запас палива для корекцій траєкторії. Зважаючи на це для запуску корабля не був потрібен надпотужний носій і можна було використовувати вже що був в середині 60-х років носій УР-500 («Протон»).
Такі проекти носили головним чином престижний характер, тому що за час прольоту над зворотною стороною Місяця на відстані близько 2000 км навряд чи можна було отримати будь-які істотні наукові результати. В результаті відставання від американців від проекту відмовилися, щоб не розпилювати ресурси на програму яка частково дублювала програму, успіх якої став особливо актуальним. Роботи продовжились за темою Н1-Л3.